# Лазар Панча
Лазар Панча (Катраница, друга половина 18. века — Београд, 24. март 1831) је био српски трговац и ктитор старе цркве Светог Марка у Београду.
Панча је рођен у другој половини 18. века у месту Катраница у Македонији. За време Првог српског устанка се доселио у Београд, где се бавио трговином. Убрзо се обогатио и постао је један од најбогатијих људи у Београду. Финансијски је помагао вожда Карађорђа Петровића и кнеза Милоша Обреновића. Након смрти завештао је парцелу површине 44.000 м2 за изградњу православне цркве на брду Ташмајдан, а извршилац тестамента је био кнез Милош Обреновић. Сахрањен је у крипти цркве Светог Марка у Београду.